# Can I Keep Him?
Can I Keep Him? är en EP av den svenska sångaren Marit Bergman, utgiven 2004. EP:n innehåller bland annat en cover på AC/DCs "Highway To Hell".
Låten Can I Keep Him? återfinns även på Bergmans album Baby Dry Your Eye.

## Låtlista
1. "Can I Keep Him?"
2. "Please Don’t Walk On Red"
3. "Boom Boom"
4. "Highway To Hell"